# Good till cancelled order
Good till cancelled order is een Engelse term die gehanteerd wordt in de handel in effecten. Het is een van de looptijdcondities die mogelijk is op de Nederlandse beurs, binnen het daar gebruikte handelssysteem NSC.
De Good till cancelled order is een order waarvan bij opgave geen einddatum opgegeven wordt.

Wordt binnen de looptijd aan de voorwaarden van de betreffende order voldaan, dan zal de order uitgevoerd worden. De looptijd is overigens maximaal één jaar, maar bij tussentijdse wijziging van de order kan de einddatum verschoven worden naar een jaar na de wijzigingsdatum.
Dit type van looptijdconditie wordt vaak gebruikt voor de stop order.